# Les Tres Alzines
|  | Per a altres significats, vegeu «Les Tres Alzines (Monistrol de Calders)». |

Les Tres Alzines és una muntanya de 831 metres situada al sud de la serra de Rubió, entre els municipis de Rubió, a la comarca de l'Anoia i de Castellfollit del Boix, a la comarca catalana del Bages. És una de les muntanyes més emblemàtiques d'aquesta serra.

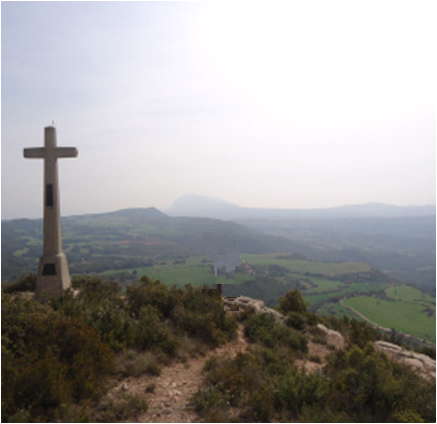
Punt culminant de Les Tres Alzines, amb la creu llarga.

Al cim no hi ha un vèrtex geodèsic, si bé hi ha una creu, La Creu Llarga, una creu de formigó que la Unió Excursionista d'Igualada hi va posar l'any 1990, després que es cremessin les tres creus d'alzina durant l'incendi de l'any 1986 (d'aquí bé el nom Les Tres Alzines). És la segona muntanya més alta de la Serra de Rubió, després de la Còpia de Palomes (837 metres). El seu accés és molt fàcil, ja que gràcies al Parc Eòlic gairebé s'hi pot arribar en cotxe.
Des del cim s'hi poden distingir la Serralada Pre-litoral, Montserrat, Collserola, la plana d'Igualada i la dreta, la Còpia de Palomes.
També és coneguda perquè els parapentistes se solen tirar d'aquesta muntanya. El lloc més proper on dormir és el Refugi Mas del Tronc, situat a dues hores de la muntanya.

## Accessions a la muntanya
Des del cantó sud de la muntanya hi ha un gran precipici rocós sense vegetació, cosa que impedeix que hi hagi cap camí ni ruta. En canvi, des de la cara nord s'hi pot accedir fàcilment per una pista de grava i un caminet de terra.
Hi ha una ruta circular traçada des del Refugi Mas del Tronc, que també passa per l'església de Sant Martí de Maçana.